# Ceramica Shino
La ceramica Shino (志野焼?, Shino-yaki)  è uno stile di ceramica giapponese, solitamente gres, originario della provincia di Mino, nell'attuale prefettura di Gifu. È considerata la prima ceramica con uno smalto bianco in Giappone  ed è emersa nel XVI secolo. L'uso dello smalto shino è ormai ampiamente diffuso sia in Giappone che all'estero. È identificato da spessi smalti bianchi, con la possibile presenza di segni di bruciature rossi e piccole porosità. 

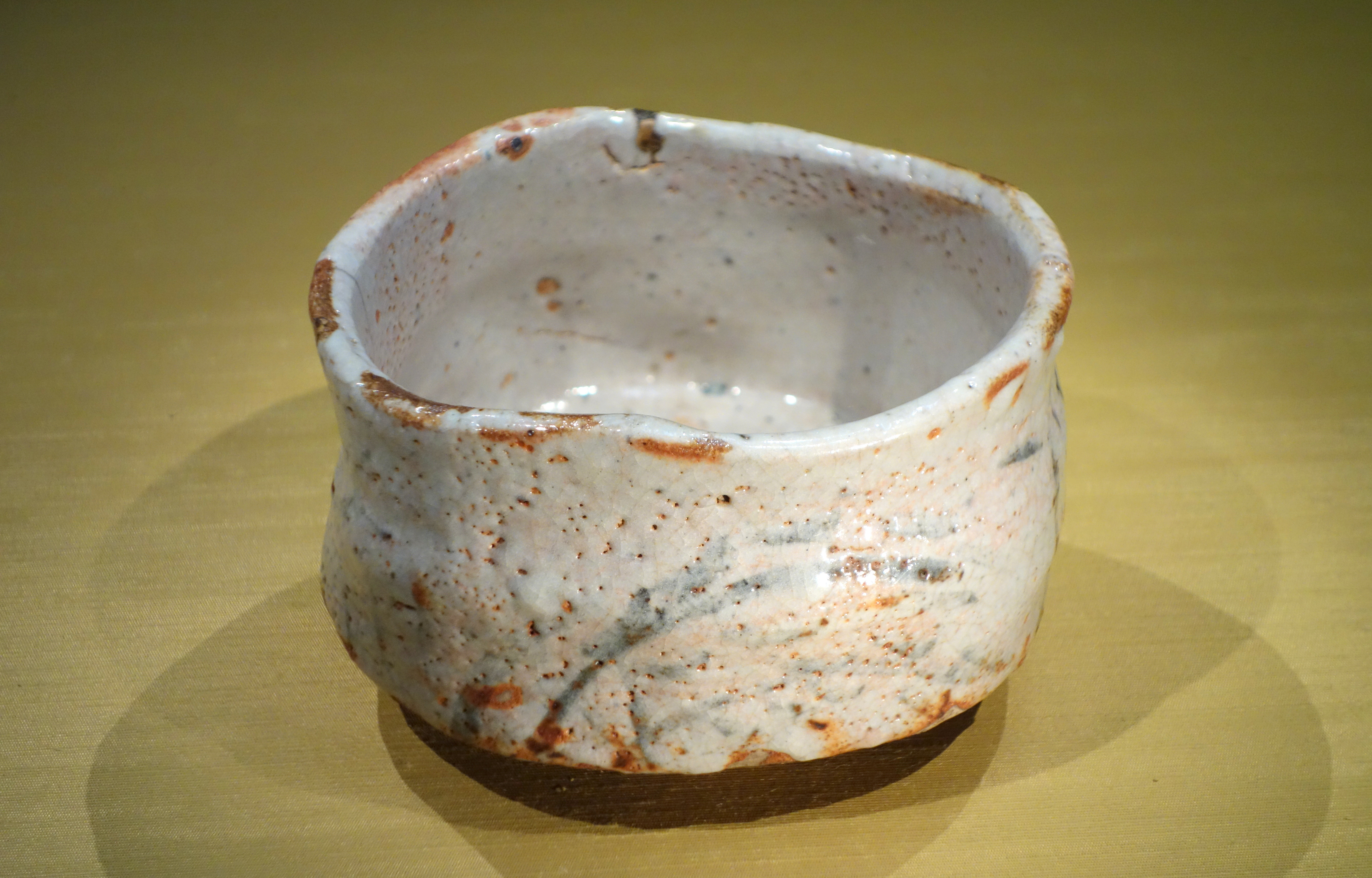
Tazza da tè (chawan) "Furisode" in ceramica Shino, periodo da Azuchi-Momoyama a Edo, XVI-XVII secolo, Museo nazionale di Tokyo

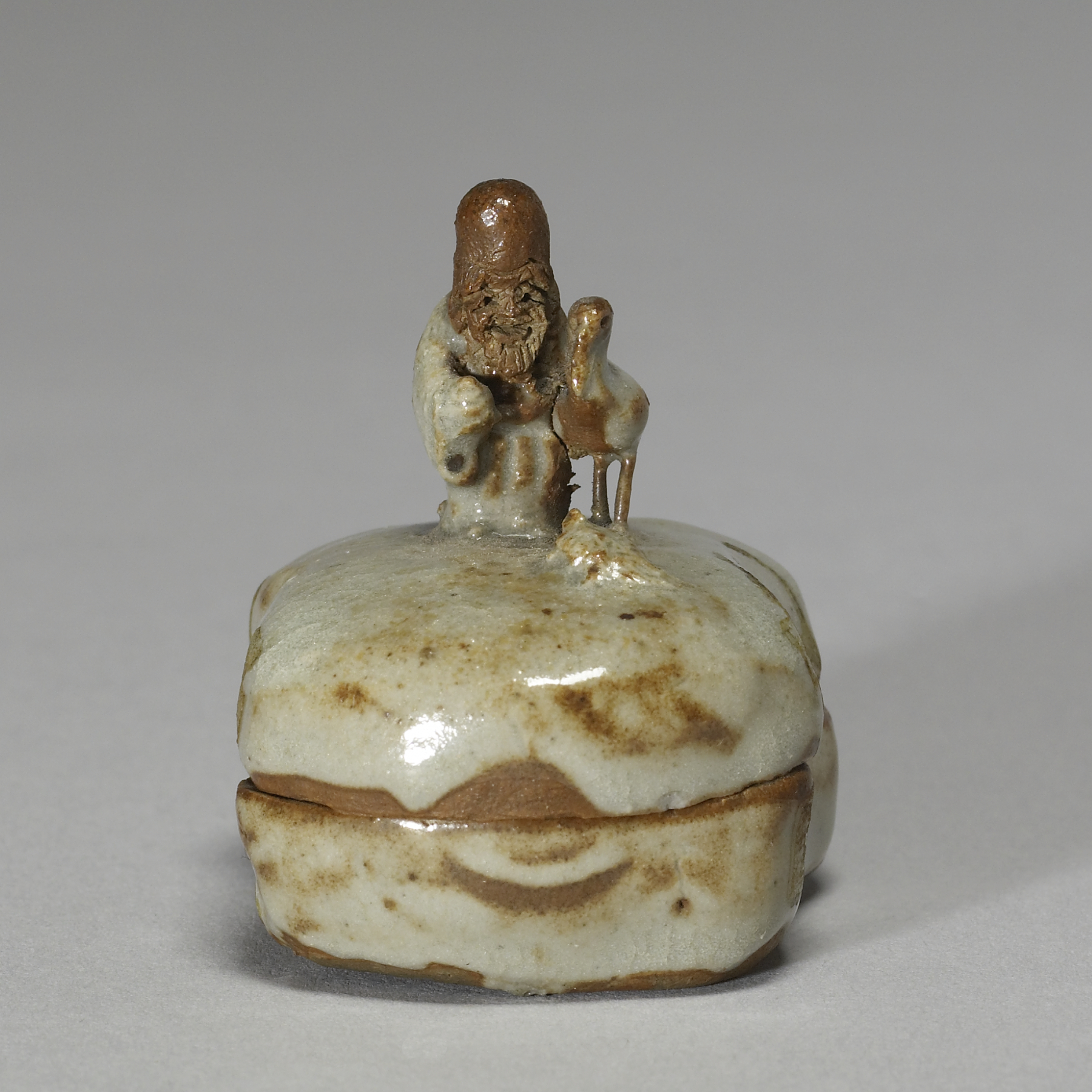
Contenitore per incenso (kogo) in ceramica Shino, con figure scolpite di Jurojin, gru e tartaruga, in smalto feldspatico di Masaki Sōzaburō, tardo periodo Edo, inizio XIX secolo

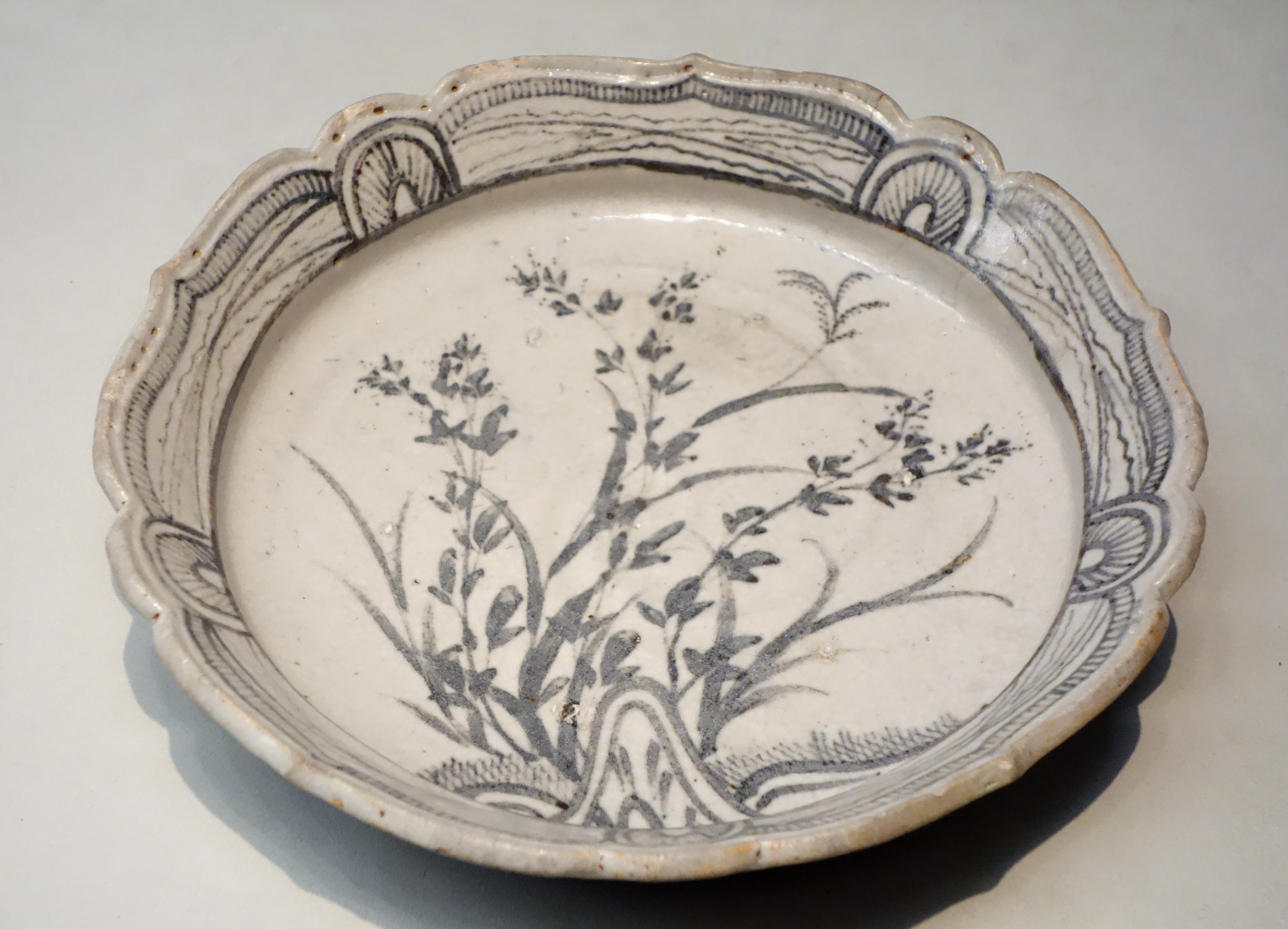
Ciotola piana in ceramica Shino, periodo da Azuchi-Momoyama a Edo, XVI-XVII secolo, Museo nazionale di Tokyo

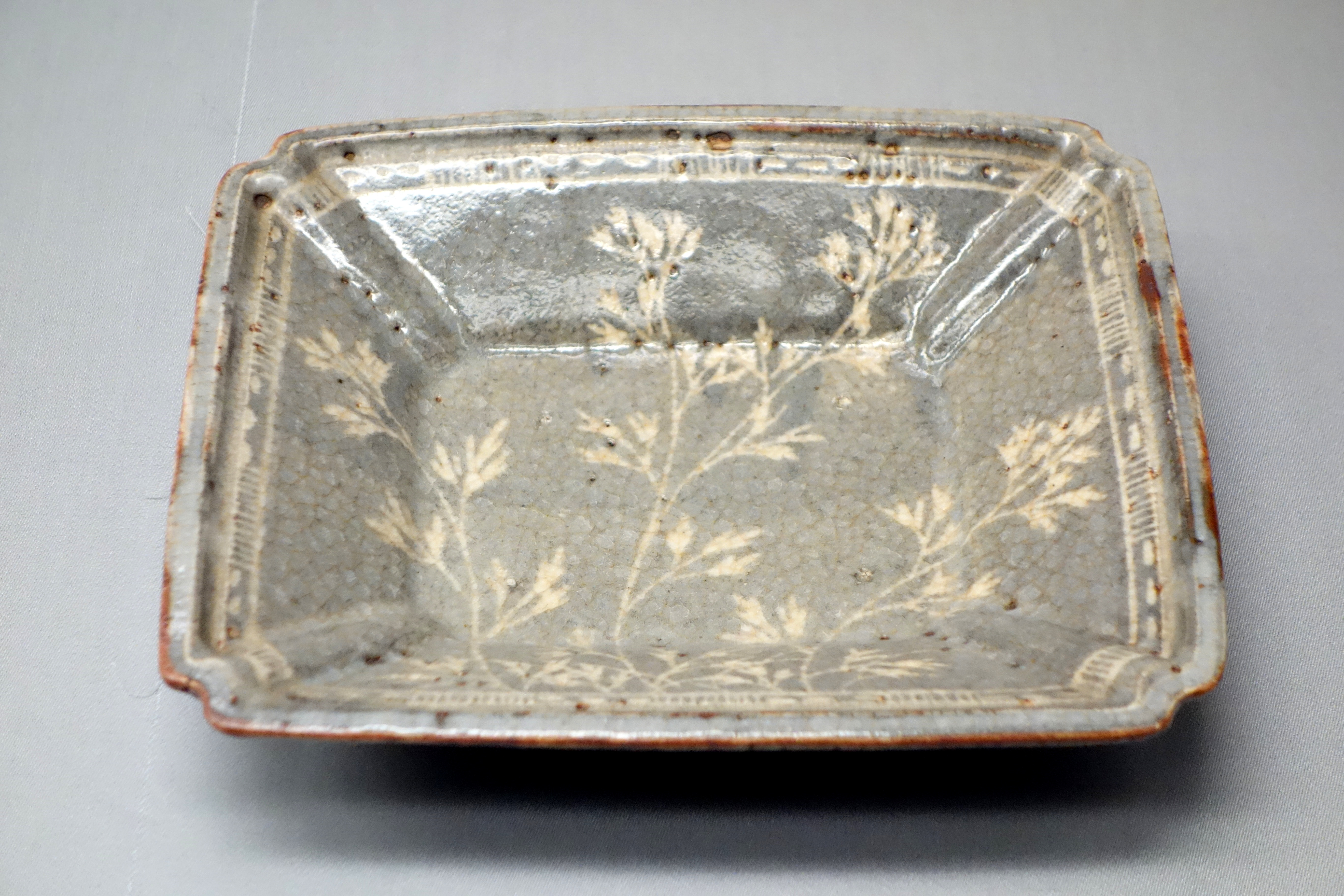
Piatto quadrato con disegno di erbe autunnali in ceramica Nezumi-Shino, periodo da Azuchi-Momoyama a Edo, XVI-XVII secolo

Non è possibile distinguere nettamente la ceramica Shino dalla ceramica Oribe, ma si può concordare che la prima utilizza uno smalto a base di feldspato, e la seconda usa uno smalto verde a base di rame e uno bruno a base di ferro.

## Storia
L'origine del termine "Shino" è incerta. Potrebbe derivare da “Shiro”, la parola giapponese per “bianco”, oppure potrebbe riferirsi al maestro del tè Shino Soshin (1444–1523). Kuroda e Murayama fanno riferimento a un testo di Kanamori Tokusui (1857) in cui si afferma;
"Shino Soshin aveva una tazza preferita, smaltata di bianco, a forma di scarpa, importata dall'Asia meridionale, che usava come tazza da tè."
La prima ceramica Shino fu sviluppata durante il periodo Momoyama (1568–1600), in fornaci nelle aree di Mino e Seto . Lo smalto, composto principalmente da feldspato locale macinato e da una piccola quantità di argilla locale, produceva un colore bianco satinato. Il vasellame decorato con lo smalto shino veniva cotti nelle fornaci anagama a camera singola utilizzate al tempo.  Quando le fornaci anagama furono sostituite dai forni noborigama a più camere durante il primo decennio del XVII secolo, gli smalti Shino furono soppiantati dagli smalti delle ceramiche Oribe ivi utilizzate. Shino godette di una breve rinascita nel 19º secolo, ma poi svanì nell'oscurità.
Negli anni trenta e quaranta, due ceramisti giapponesi, Arakawa Toyozo e Katō Tōkurō, svilupparono i primi smalti Shino dell'epoca moderna, studiando i vasi Shino dell'epoca Momoyama. 

## Caratteristiche
Come altre ceramiche Mino, lo stile Shino si basa su antiche ceramiche Seto con modifiche alla forma, alla decorazione e alla finitura. Le forme sono generalmente tozze e cilindriche, spesse ma leggere. Piatti, ciotole e utensili da tè sono i più comuni. I pezzi possono essere grigi, rossi o bianchi, verniciati con ossido di ferro o decorati con smalto.
Smalto shino (志野釉?, Shinoyuu) è la denominazione generica di una famiglia di smalti per ceramica. Tendono a variare di colore dal bianco latte all'arancione, a volte con macchie grigio antracite, note come "trappola di carbonio" dovute all'intrappolamento del carbonio nello smalto durante il processo di cottura.  In Giappone il termine shino viene utilizzato anche per definire la tipologia di ceramica storicamente prodotta con smalto shino.
Le cotture dello Shino tendono ad essere per periodi di tempi più lunghi con temperature più basse, seguite da un lento processo di raffreddamento. A causa delle basse temperature di fusione degli smalti Shino, questi dovrebbero essere applicati prima di qualsiasi altro smalto. In queste condizioni lo smalto non si scioglie completamente e il risultato è uno smalto spesso che spesso presenta un disegno strisciante. Se gli Shino vengono applicati sopra la maggior parte degli smalti, i gas di scarico dello smalto inferiore gorgogliano attraverso lo Shino, provocando puntinature indesiderate e altri difetti.
Esiste anche una classe di smalti Shino, chiamati Shino "striscianti", che sono intenzionalmente formulati per generare un difetto dello smalto noto appunto come strisciamento. Questi Shino formano piccole macchie regolari di argilla nuda su tutta la superficie del vaso, alcune arrivando al punto di far sì che lo smalto formi delle gocce sulla superficie dell'argilla.

## Lo smalto Shino negli Stati Uniti
Lavorando in modo indipendente, nel 1974, Virginia Wirt, una studentessa di Warren MacKenzie presso l'Università del Minnesota, sviluppò una formula di smalto che cercava anche di imitare i modelli storici. Il suo smalto, che aggiungeva carbonato di sodio e spodumene alla base di feldspato e argille, fu il primo Shino americano.
Da allora Shino è diventato uno degli smalti più popolari negli studi di ceramica americani. Molte varianti sono nate dalla formula originale di Wirt. Sebbene si possano aggiungere molti coloranti e fondenti diversi, creando una vasta gamma di effetti, gli smalti Shino in America sono tutti caratterizzati dall'uso di carbonato di sodio e da un elevato rapporto tra allumina e silice.